# Střední Afrika

Mapa Afriky, zvýrazněny jsou státy střední Afriky

Střední Afrika je region, do kterého jsou řazeny zejména tyto země:
- Burundi
- Středoafrická republika
- Čad
- Rwanda
- Zambie
- Konžská demokratická republika

Zeměpisný region střední Afrika není definován jednotně (podobně ani ostatní zeměpisné regiony Afriky).
Členění Afriky podle OSN

Střední Afrika se rozkládá mezi obratníkem Raka a 13. stupněm jižní šířky:
- Angola (Luanda)
- Čad (N'Djamena)
- Konžská demokratická republika (Kinshasa)
- Gabon (Libreville)
- Kamerun (Yaoundé)
- Kongo (Brazzaville)
- Rovníková Guinea (Malabo)
- Středoafrická republika (Bangui)
- Svatý Tomáš a Princův ostrov (Sao Tomé)[1]

## Geografie
Střední Afrika je pojmenování geografického regionu na jih od pouště Sahary, západně od Velké příkopové propadliny. Leží na Konžské pánvi. Dominantou regionu je řeka Kongo a její přítoky, ty tvoří druhou největší říční síť na světě (po říční síti Amazonky). Součástí oblasti je pás průlomových jezer tektonického původu (Tanganika aj.). Protože region leží v rovníkové oblasti, významným biotopem jsou tropické deštné pralesy.

## Obyvatelstvo
Hustota zalidnění je velmi nízká. Část obyvatelstva je z rozšířené jazykové skupiny bantu. Obyvatelé žijí pouze v blízkosti řek. Žijí zde mj. Pygmejové Aka, EFE a Mbuti. V náboženské oblasti převládá křesťanství(ve velkém množství denominací s převahou katolíků), v severní oblasti střední Afriky je to ovšem islám (převážně sunnitský, nemalá množina muslimů je nekonfesních, menšina šiítů). Dále existují rozličná bantuská náboženství jako jsou bori nebo bwiti. Mnoho lidí vyznává křesťanství spolu s tradičním náboženstvím (vícečetná náboženská identita), případně jejich synkretismus.

## Těžba a zemědělství
Ve vysokém množství se těží diamanty, jinak tato oblast není bohatá na nerostné suroviny. V deštných pralesích se těží dřevo včetně vzácného dřeva (mahagon, eben). Pěstuje se kaučukovník, kakaovník, palma olejná, kávovník aj. Chov se vyskytuje vzácně.

## Politika
Stejně jako celá Afrika, i tato část trpěla kolonizací a občanskými válkami. Ani v 21. století zde není klid a ve větší vzdálenosti od pobřeží se stále objevují militantní skupiny. Nepokoji, vojenskými převraty a válkami je známá zejména Středoafrická republika a DR Kongo.